# Gimsøy kommun
Gimsøy kommun (norska: Gimsøy kommune) var en kommun i Nordland fylke i norra Norge. Kommunen omfattade ett område kring ön Gimsøya, inklusive den nordvästra delen av ön Austvågøya, i den nordvästra delen av nuvarande Vågans kommun.
Byn Gimsøy (Gimsøysand) på ön Gimsøya utgjorde kommunens centralort. Kommunen omfattade även byar som Kleppstad, Gravermarka, Vatnfjorden och Laukvika på ön Austvågøya.
Angränsande kommuner var Hadsel i nordöst, Vågan i sydöst samt, genom maritim gräns, Valberg i sydväst och Borge i väster. 

## Administrativ historik
Gimsøy kommun upprättades 1856 genom utbrytning ur Vågans kommun. Kommunen hade 987 invånare vid upprättandet.
Den 1 januari 1964 gick kommunen upp i Vågans kommun. Kommunens hade då 1 551 invånare.